# Nilton Travesso
Nilton Travesso (20 de maio de 1934) é um diretor e produtor de novelas e programas brasileiros.

## Biografia
Em 1953, quando foi fundada a RecordTV, Nilton formou parte da equipe sendo diretor e produtor de suas novelas. Dirigiu o "Teatro Cacilda Becker", novelas de Ciro Bassini, Ivani Ribeiro, Roberto Freire. Também dirigiu importantes programas da época, como "Bate Papo com Silveira Sampaio" com Silveira Sampaio; "La Revuer Chic" com Jô Soares; "Dia a Dia" com Cidinha Campos. 
Depois, foi diretor dos programas "Show Roquete Pinto", "Show do dia 7", "Os Festivais da Música Popular Brasileira". Na década de 60, fundou a famosa Equipe A, em que faziam parte Manoel Carlos, Raul Duarte e Antônio Augusto Amaral de Carvalho. 
Em 1974, Nilton foi chamado pela Rede Globo e passou a dirigir; juntamente com Manoel Carlos, Maurício Sherman e José Itamar de Freitas; o programa Fantástico. 
Em 1980, em São Paulo, ajudou a criar programas como TV Mulher, Som Brasil e Balão Mágico. Também foi responsável pelas novelas famosas Sinhá Moça e Direito de Amar. 
Em 1987, passou para a Rede Manchete, e junto com Jayme Monjardim, montou o Departamento de Teledramaturgia. Foi essa época em que a emissora se sobressaiu com novelas como Pantanal, Ana Raio e Zé Trovão e Kananga do Japão. 
Passou para o SBT em 1993 e foi responsável por novelas como Éramos Seis, As Pupilas do Senhor Reitor e Sangue do Meu Sangue. 
Já foi Superintendente da Rede Bandeirantes e diretor de núcleo da Rede Globo após isso. Em 2005, passou para o SBT novamente para dirigir o programa Fora do Ar com Adriane Galisteu. 
Atualmente, montou um curso para formação de atores de televisão  e também dirigiu o programa Todo Seu, veiculado pela TV Gazeta. Em maio de 2016, o diretor sofreu um assalto na cidade de São Paulo e deixou o programa de Ronnie Von onde dirigia desde 2014.  Travesso se mudou para os Estados Unidos onde trabalhou na produção de um filme. Atualmente é contratado da rede Jovem Pan, onde dirige vários programas da emissora.

## Filmografia
Como diretor:
- - Todo Seu  (2014-2016) - TV Gazeta
  - Saia Justa  (até 2014) - GNT
  - Fora do Ar (2005) - SBT
  - Charme (2004-2008) - SBT
  - Nina e Nuno (2004) - SBT
  - Casa dos Artistas 4 (2004) - SBT
  - Mais Você (1999-2003) - Rede Globo
  - Serras Azuis (1998) - Rede Bandeirantes
  - Os Ossos do Barão (1997) - SBT
  - Razão de Viver (1996) - SBT
  - Sangue do Meu Sangue (1995) - SBT
  - As Pupilas do Senhor Reitor (1994) - SBT
  - Éramos Seis (1994) - SBT
  - Floradas na Serra (1991) - Rede Manchete
  - Chico Anysio Show (1982-1986) - Rede Globo
  - TV Mulher (1980) - Rede Globo
  - Quem Bate (1965) - Record
  - Marcados pelo Amor (1964) - Record
  - Banzo (1964) - Record
  - Família Trapo (1960) - Record

Como produtor
- - A História de Ana Raio e Zé Trovão (1990) - Rede Manchete
  - O Canto das Sereias (1990) - Rede Manchete
  - Pantanal (1990) - Rede Manchete
  - Kananga do Japão (1989) - Rede Manchete
  - Direito de Amar (1987) - Rede Globo
  - Sinhá Moça (1986) - Rede Globo
  - Fantástico (1974-1983) - Rede Globo